# Cảnh báo của các nhà khoa học thế giới đối với nhân loại
Cảnh báo của các nhà khoa học thế giới đối với loài người là một tài liệu được viết vào năm 1992 bởi Henry W. Kendall và được ký bởi khoảng 1.700 nhà khoa học hàng đầu. 25 năm sau, vào tháng 11 năm 2017, 15.364 nhà khoa học đã ký kết Cảnh báo của các nhà khoa học thế giới đối với nhân loại: Thông báo thứ hai do William J. Ripple và bảy đồng tác giả viết, kêu gọi kế hoạch hóa dân số của con người, và giảm đáng kể mức tiêu thụ bình quân đầu người dối với nhiên liệu hóa thạch, thịt và các tài nguyên khác.  Thông báo thứ hai được nhiều nhà khoa học đồng kí tên và người ủng hộ chính thức hơn bất kỳ bài báo nào khác từng được xuất bản.

## Xuất bản đầu tiên
Cuối năm 1992, cố Henry W. Kendall, cựu chủ tịch hội đồng quản trị của Liên minh các nhà khoa học quan tâm (UCS), đã viết lời cảnh báo đầu tiên về Cảnh báo của các nhà khoa học thế giới đối với nhân loại, bắt đầu bằng: "Con người và thế giới tự nhiên đang có một sự xung đột. " Đa số những người đoạt giải Nobel về khoa học đã ký vào văn bản này; khoảng 1.700 nhà khoa học hàng đầu thế giới đã ký tên vào.
Đôi khi nó được đưa ra để phản đối Lời kêu gọi của Heidelberg - cũng được nhiều nhà khoa học và người đoạt giải Nobel ký trước đó vào năm 1992 - bắt đầu bằng việc chỉ trích "một hệ tư tưởng phi lý, đối lập với tiến bộ khoa học và công nghiệp, và cản trở sự phát triển kinh tế và xã hội." Tài liệu này thường được trích dẫn bởi những người phản đối các lý thuyết liên quan đến biến đổi khí hậu.
Tuy nhiên, Kháng nghị Heidelberg không đưa ra khuyến nghị cụ thể và không phải là bản cáo trạng của khoa học môi trường: "Chúng tôi hoàn toàn chấp nhận các mục tiêu của sinh thái học cho một thế giới mà các nguồn tài nguyên phải được lưu trữ, giám sát và bảo tồn. Nhưng chúng tôi yêu cầu việc lưu trữ, giám sát và bảo quản phải dựa trên các tiêu chí khoa học chứ không phải dựa trên những định kiến phi lý. " 

## Thông báo thứ hai
Vào tháng 11 năm 2017, 15.364 nhà khoa học đã ký Lời cảnh báo của các nhà khoa học thế giới đối với nhân loại: Thông báo thứ hai được viết bởi tác giả chính là giáo sư sinh thái học, William J. Ripple của Đại học bang Oregon, cùng với 7 đồng tác giả kêu gọi hạn chế sự gia tăng dân số và giảm mức tiêu thụ nhiên liệu hóa thạch, thịt và các nguồn tài nguyên khác trên đầu người.  Thông báo thứ hai bao gồm 9 biểu đồ chuỗi thời gian của các chỉ số chính, mỗi biểu đồ liên quan đến một vấn đề cụ thể được đề cập trong cảnh báo ban đầu năm 1992, để cho thấy rằng hầu hết các vấn đề về môi trường đang tiếp tục có xu hướng sai lệch, hầu hết tỷ lệ không thay đổi rõ rệt. Bài báo bao gồm 13 bước cụ thể mà nhân loại có thể thực hiện để chuyển đổi sang tính bền vững.
Thông báo thứ hai có nhiều nhà khoa học đồng kí tên và những người ủng hộ chính thức hơn bất kỳ bài báo tạp chí nào khác từng được xuất bản. Cảnh báo đầy đủ đã được xuất bản trên BioScience  và có thể được xác nhận trên trang web Cảnh báo của các nhà khoa học.

## Cảnh báo năm 2019 về biến đổi khí hậu
Vào tháng 11 năm 2019, một nhóm gồm hơn 11.000 nhà khoa học từ 153 quốc gia đã đặt tên cho hiên tượng biến đổi khí hậu là "tình trạng khẩn cấp", có thể dẫn đến "nỗi thống khổ khôn lường của con người" nếu không có sự thay đổi lớn trong hành động:   

### Đoạn trích và ghi chú
1. 1 2 3  Ripple 2017, tr. 1026–1028: "On the twenty-fifth anniversary of their call, we look back at their warning and evaluate the human response by exploring available time-series data. Since 1992, with the exception of stabilizing the stratospheric ozone layer, humanity has failed to make sufficient progress in generally solving these foreseen environmental challenges, and alarmingly, most of them are getting far worse (figure 1, file S1). Especially troubling is the current trajectory of potentially catastrophic climate change due to rising GHGs from burning fossil fuels (Hansen et al. 2013), deforestation (Keenan et al. 2015), and agricultural production—particularly from farming ruminants for meat consumption (Ripple et al. 2014). Moreover, we have unleashed a mass extinction event, the sixth in roughly 540 million years, wherein many current life forms could be annihilated or at least committed to extinction by the end of this century.

Humanity is now being given a second notice, as illustrated by these alarming trends (figure 1). We are jeopardizing our future by not reining in our intense but geographically and demographically uneven material consumption and by not perceiving continued rapid population growth as a primary driver behind many ecological and even societal threats (Crist et al. 2017). By failing to adequately limit population growth, reassess the role of an economy rooted in growth, reduce greenhouse gases, incentivize renewable energy, protect habitat, restore ecosystems, curb pollution, halt defaunation, and constrain invasive alien species, humanity is not taking the urgent steps needed to safeguard our imperilled biosphere.

As most political leaders respond to pressure, scientists, media influencers, and lay citizens must insist that their governments take immediate action as a moral imperative to current and future generations of human and other life. With a groundswell of organized grassroots efforts, dogged opposition can be overcome and political leaders compelled to do the right thing. It is also time to re-examine and change our individual behaviors, including limiting our own reproduction (ideally to replacement level at most) and drastically diminishing our per capita consumption of fossil fuels, meat, and other resources."

### Trích dẫn
1. 1 2  Suzuki 2018.
2. 1 2 3  Kendall 1992.
3. ↑  Ripple 2019.
4. ↑  Carrington 2019.
5. ↑  Weston 2019.